# IOS SDK

iOS SDK (ранее iPhone SDK) — комплект средств разработки для iOS и iPadOS выпущенный в марте 2009 года корпорацией Apple. iOS SDK выпускается только для macOS.

## История
17 октября 2007 года в открытом письме, опубликованным в блоге «Горячие новости» компании Apple, Стив Джобс, основатель компании Apple, анонсировал SDK, который должен был быть предоставлен сторонним разработчикам в феврале 2008 года. Однако инструментарий вышел лишь 6 марта, он позволяет разрабатывать приложения под iPhone, iPod Touch и iPad, а также тестировать их на эмуляторе iPhone. Тем не менее, загрузка приложения на устройства возможна только после оплаты лицензии. Начиная с Xcode 3.1 он является средством разработки для iOS SDK.
В настоящее время продолжается доработка и обновление iOS SDK, текущее состояние актуальное. На 2025 год версии для Windows или Linux так и не выпущено. Это объясняется принципиальной позицией Apple с целью акцентирования на разработке всех продуктов и использования их в среде Apple.

## Особенности
Разработчики могут устанавливать любую цену, превышающую минимальную установленную, за их приложения, которые будут распространяться через App Store, из которой они будут получать 70%. Кроме того, они могут распространять своё приложение бесплатно, в этом случае они должны платить только членские взносы, которые составляют 99 долларов в год .

### СоставSDK
Apple iOS использует вариант того же ядра XNU, что и macOS.
SDK разбита на следующие наборы:
- Cocoa Touch
  - Мультитач управление
  - Поддержка акселерометра
  - Иерархия видов
  - Локализация
  - Поддержка камеры
- Мультимедиа
  - OpenAL
  - Микширование и запись аудио
  - Воспроизведение видео
  - Форматы изображений
  - Quartz
  - Анимационное ядро
  - OpenGL ES
- Сервисное ядро
  - Сеть
  - Встроенная база данных SQLite
  - Локационное ядро
  - Многопоточность
  - CoreMotion
- Ядро macOS
  - TCP/IP
  - Сокеты
  - Управление питанием
  - Файловая система
  - Безопасность

Наряду с набором инструментов Xcode, SDK содержит iPhone Simulator, используемый для имитации внешнего вида iPhone на компьютере разработчика, ранее называвшийся «Aspen Simulator».